# 이창원 (축구인)
이창원(李昌源, 1975년 7월 10일 ~ )은 대한민국의 전직 축구 선수이자 현 축구 지도자로 현재 대한민국 U-20 대표팀의 감독직을 맡고 있다.

## 학력
- 포항제철초등학교
- 포항제철중학교
- 포항제철공업고등학교
- 영남대학교
- 영남대학교 스포츠과학대학원

## 선수 시절
1975년 7월 10일 경상북도 포항시 북구 죽도동에서 태어나 포항제철초등학교, 포항제철중학교, 포항제철공업고등학교, 영남대학교를 거쳐 1998년 실업 축구팀인 이랜드 푸마에 입단했다.
그리고 같은 해에 터진 IMF 사태로 이랜드 푸마가 해체되면서 그 해 말 무렵 상무에 입대한 뒤 1999년 전국실업축구연맹전 춘계 리그 준우승, 추계 리그 우승, 1999년 전국실업축구선수권대회 우승, 2000년 전국실업축구연맹전 춘계 리그 준우승 등에 공헌했다.
그 후 2001 시즌을 앞두고 K리그1의 전남 드래곤즈로 이적하여 2005 시즌까지 5시즌동안 전남의 주축 수비수로 활약하며 K리그1 2회 연속 4위(2003, 2004), 2003년 FA컵 준우승, 2005년 FA컵 4강 등에 이바지했다.
2005 시즌을 마친 뒤 고향팀인 포항 스틸러스로 이적하여 2009 시즌까지 주로 백업 멤버로 활약하며 2006년 K리그와 2009년 K리그 3위, 2007년 K리그 우승, 2007년 FA컵 준우승, 2008년 리그컵 3위, 2009년 리그컵 우승, 2009년 AFC 챔피언스리그 우승, 2009년 FIFA 클럽 월드컵 3위, 2006년 FA컵과 2009년 FA컵 4강 등의 굵직한 성과에 일조했다.

## 지도자 경력

### 포항 스틸러스
2009 시즌을 끝으로 현역에서 은퇴한 이후 모교인 포항제철공업고등학교의 코치로 4개월간 근무한 뒤 2010년 포항 스틸러스 1군 코치로 옮긴 최문식 감독을 대신해 포항 2군 사령탑을 맡아 2010년 R리그 B조 우승을 이끌었다.

### 포항제철고등학교
2010 시즌 이후 2011년부터 2015년 5월까지 포항 스틸러스 산하 U-18팀인 포항제철고등학교의 사령탑을 역임하며 K리그 주니어 3회 연속 우승(2011 ~ 2013), 2013년 전국 초중고 축구리그 고등부 우승, 2014년 K리그 주니어 4강, 2014년 전국초중고 축구리그 고등부 준우승, 2014년 문화체육부장관기 전국고교축구대회 우승, 2014년 대통령금배 전국고등학교축구대회 우승, 2014년 전국체육대회 금메달, 2014년 한중일 국제 친선 대회 우승 등 7개 대회에서 무려 40승 4무 8패, 8할 3푼의 높은 승률을 기록하며 포항제철고의 황금기를 이끌었다는 평가를 받았다.
그리고 더 나아가 문창진, 정원진, 이광혁, 강현무, 황희찬, 이상기, 이진현, 김동현 등 실력 있는 대형 유망주들 발굴까지 해내며 성적과 유망주 발굴, 두 마리의 토끼를 모두 잡는 성과까지 남겼다.

### 대전 시티즌(현 대전 하나 시티즌) 1기
포항제철고의 황금기를 이끈 이후 2015년 5월 대전 시티즌의 코치로 1년동안 최문식 감독을 보좌했지만 2시즌동안 이렇다할 성과를 남기지 못했고 2016 시즌을 끝으로 대전과 결별 수순을 밟았다.

### 옌볜 푸더 유스팀
2017년 3월 최문식 감독과 함께 옌볜 푸더로 이동하여 유스팀 감독 겸 2군팀 감독을 맡은 뒤 이듬해 12월 황선홍 감독이 이끌던 1군팀의 코칭스태프로 합류했지만 2019 시즌을 시작하기도 전에 해체수순을 밟으면서 팀을 떠났다.

### 대전 시티즌 2기
옌볜 푸더 해체 이후 2019년 7월 대전 시티즌의 코치로 약 3년반만에 복귀하여 반시즌동안 이흥실 감독을 보좌했으나 2019 시즌을 끝으로 대전 시티즌이 하나금융그룹에 인수되면서 기업 구단으로 전환됨에 따라 반시즌만에 대전을 떠난 뒤 대한축구협회 전임지도자로 1년간 활동했다.

### 대구예술대학교
2021년 이승엽 전임 대구예술대 감독의 후임 사령탑으로 부임하여 부임 첫 해 U리그 9권역 2위로 팀의 창단 첫 왕중왕전 진출을 이끈 뒤 2022년 전국체육대회 경북 대학 대표 선발전에서도 우승을 이끌며 팀을 본선에 올려놓았고 2022년 전국체육대회에서도 팀을 동메달까지 이끄는 성과를 거두었다.
그리고 제58회 백두대간기 추계 대학축구연맹전에서도 2005년 창단 이후 17년만의 첫 대학 축구 우승을 이끌며 고교에 이어 대학까지 평정했지만 이듬해인 2023년 재정적인 문제로 해체되면서 팀을 떠났다.

### 동명대학교
2024년 축구학과가 신설된 동명대학교로부터 교수 겸 감독직을 부여받은 뒤 재정난으로 해체된 대구예술대 선수단을 모두 흡수하는 등 전폭적인 지원을 약속받으면서 대구예술대 시절에 가르쳤던 학생들과 함께 동명대학교로 자리를 옮겼다.
그리고 창단 2개월 후에 열린 제60회 전국대학축구추계연맹전 한산대첩기에서 춘·추계연맹전 통산 10회 우승팀인 아주대학교를 꺾으며 창단 2개월만의 첫 전국 대회 우승이라는 새로운 역사를 만들었다.

### 대한민국 U-20
동명대학교의 창단 첫 전국 대회 우승을 이끈 뒤 같은 해 5월 20일 대한민국 U-20 대표팀 사령탑으로 부임한 이후 6월 4일부터 10일까지 열린 중국 축구 협회 U-19 국제 친선 대회에서 1승 1무 1패의 성적에 그치긴 했으나 그 당시에는 대회 명단 발표가 얼마 남지 않았던 시기에 부임했기에 선수 선발 및 구성에 큰 영향을 미치지 못한 것으로 보인다.
8월 28일부터 9월 1일까지 열린 EOU컵에서는 첫 경기에서 태국에 4-1 대승을 거두었고 2번째 경기에서는 강호 아르헨티나에 1-0 승리를 거두며 준수한 경기력을 선보인 뒤 마지막 경기인 인도네시아전까지 3-0으로 완파하며 3전 전승으로 EOU컵 2연패를 달성했다.
그 후 2025년 FIFA U-20 월드컵 아시아 지역 예선격인 2025년 AFC U-20 아시안컵 본선 5경기에서 2승 3무의 성적으로 통산 17번째이자 4회 연속 FIFA U-20 월드컵 본선 진출을 이끌었다.

## 개인사
부인인 정재은은 2000년 하계 올림픽 태권도 여자 57kg급 금메달리스트로 당시 대한민국 태권도 역사상 첫 하계 올림픽 금메달의 주인공이다.